# Sonam Chuki
Sonam Chuki, född 7 april 1963, är en bhutanesisk bågskytt. Chuki deltog vid olympiska sommarspelen 1984.